# Löwenstein-Wertheim
Löwenstein-Wertheim foi um condado do Sacro Império Romano-Germânico, tendo sido parte do Círculo Franconiano. Foi formado pelos condados de Löwenstein (baseado na cidade de Löwenstein) e Wertheim (baseado na cidade de Wertheim).

## História
O condado de Löwenstein pertenceu ao ramo da família dos condes de Calw antes de 1281, quando foi adquirido pelo rei Rodolfo I da Germânia, que o presenteou a seu filho Alberto. Em 1441, Henrique, um dos descendentes de Alberto, vendeu-o a Frederico I, eleitor palatino, servindo mais tarde como uma porção para Luís (morto em 1524), filho do eleitor com uma esposa morganática, que se tornou um conde do Império em 1494. O condado deixou de existir em 1806.
Entre os membros conhecidos da família estão Adelaide de Löwenstein-Wertheim-Rosenberg, consorte de D. Miguel I de Portugal, e Hubertus zu Löwenstein-Wertheim-Freudenberg, historiador e figura política.

## Governadores de Löwenstein

### Condes de Löwenstein (1494-1571)
- Luís I (1494–1524);
- Luís II (1524–1536), filho do predecessor;
- Frederico I (1536–1541), irmão do predecessor;
- Wolfgang I (1541-1571), filho do predecessor;

### Condes de Löwenstein-Scharffeneck (1571–1633)
- Wolfgang II (1571–1596), filho mais velho de Wolfgang I;
- Jorge Luís (1596–1633), filho mais velho do predecessor;

O filho varão de Jorge Luís faleceu antes do pai. A filha e herdeira Maria Cristina de Löwenstein-Scharffeneck (1625–1673) casou-se com Gabriel Oxenstierna, conde de Korsholm e Vaasa (1619–1673). Os demais condes de Korsholm e Vaasa foram seus descendentes.

### Condes de Löwenstein-Wertheim (1571–1636)
- Luís III (1571–1611), segundo filho sobrevivente de Wolfgang I; ele se tornou governador de Wertheim com seu casamento com a sua herdeira;
- Luís IV (1611–1635), segundo filho do predecessor, co-herdeiro com seus irmãos; foi sucedido por seus irmãos;
- Wolfgang Ernesto (1611–1636), terceiro filho do predecessor, co-herdeiro com seus irmãos; foi sucedido por seus irmãos;

Luís IV não teve descendentes conhecidos. Wolfgang Ernesto teve apenas uma filha, Dorotéia Walpurga de Löwenstein-Wertheim (1628–1634), que morreu antes do pai. Suas linhagens foram extintas com suas mortes.

### Condes de Löwenstein-Wertheim-Virneburg (1611–1812)
- Cristóvão Luís (1611-1618), filho mais velho de Luís III, co-herdeiro com seus irmãos; ele se tornou governador de Virneburg com seu casamento com a sua herdeira;
- Frederico Luís (1618-1657), filho mais velho do predecessor;
- Luís Ernesto (1657–1681), filho mais velho do predecessor;
- Joaquim Frederico (1681-1689), filho mais velho do predecessor;
- Eucário Casimiro (1689-1698), irmão do predecessor;
- Henrique Frederico (1698–1721), primo do predecessor;
- João Luís Vollrath (1721–1790), filho mais velho do predecessor;
- João Carlos Luís (1790-1812), ele teve o título modificado para príncipe de Löwenstein-Wertheim-Freudenberg;

### Condes de Löwenstein-Wertheim-Rochefort (1611–1712)
- João Teodorico (1611-1644), quarto filho de Luís III, co-herdeiro com seus irmãos;
- Fernando Carlos (1644–1672), filho mais velho sobrevivente do predecessor;
- Maximiliano Carlos Alberto (1672-1712), ele teve o título modificado para príncipe de Löwenstein-Wertheim-Rochefort;

### Príncipes de Löwenstein-Wertheim-Rochefort (1712–1803)
- Maximiliano Carlos Alberto (1672-1712), o último conde de Löwenstein-Wertheim-Rochefort;
- Domingos Marquard (1718-1735), o filho mais velho sobrevivente do predecessor;
- Carlos Tomás (1735–1789), filho mais velho do predecessor;
- Domingos Constantino (1789–1803), sobrinho do predecessor; teve seu título modificado para príncipe de Löwenstein-Wertheim-Rosenberg;

### Príncipes de Löwenstein-Wertheim-Rosenberg (1803–presente)
- Domingos Constantino (1803-1814), o último príncipe de Löwenstein-Wertheim-Rochefort;
- Carlos Tomás (1814-1849), filho mais velho do predecessor;
- Carlos I de Löwenstein-Wertheim-Rosenberg (1849–1918/1921), neto do predecessor; teve o título efetivamente abolido com o colapso do Império Alemão; uso titular continua;
- Aloísio I (1921-1951), filho do predecessor; uso titular apenas;
- Carlos II (1952-1990), filho do predecessor; uso titular apenas;
- Aloísio Constantino (1990-presente), filho do prdecessor e atual pretendente;

### Príncipes de Löwenstein-Wertheim-Freudenberg (1812-presente)
- João Carlos Luís (1812-1816), o último conde de Löwenstein-Wertheim-Virneburg;
- Jorge (1816-1855), filho mais velho do predecessor;
- Adolfo Carlos (1855-1861), filho mais velho do predecessor;
- Guilherme (1861-1887), primo do predecessor;
- Ernesto Albano Luís (1887-1918/1931), filho mais velho do predecessor; teve o título efetivamente abolido com o colapso do Império Alemão; uso titular continua;
- Udo (1931-1980), sobrinho do predecessor; uso titular apenas;
- Alfredo Ernesto (1980-presente), filho mais velho do predecessor e atual pretendente;